# Atsushi Inaba
Atsushi Inaba (稲葉敦志, Inaba Atsushi, né le 28 aout 1971) est un créateur de jeu vidéo japonais. Il est surtout connu pour son rôle de producteur dans des jeux très originaux au sein de l'éditeur japonais Capcom (et de son studio Clover) puis chez le développeur PlatinumGames, dont il est l'un des fondateurs.

## Carrière
Atsushi Inaba nait le 28 août 1971 à Kanazawa dans la préfecture d'Ishikawa au Japon.
Au début des années 1990, il entre dans la société Irem qui développe et édite des jeux vidéo. Il travaille entre autres sur R-Type Leo, un shoot them up dérivé de la série R-Type, la principale licence de la société. Mais rapidement, la société connait des problèmes financiers et doit se séparer d'une partie de ses employés. En 1994 une partie des licenciés forment la société Nazca et Inaba les rejoint. En 1996 SNK édite les deux premiers titres du développeur puis achète la société. Chez SNK, il programme dans l'équipe de création de la série Samurai Shodown, mais son travail au sein de l'entreprise ne lui plait pas. En 1998, il voit une offre d'emploi de la société Capcom dans le Famitsu pour travailler sur le prochain Resident Evil, postule et est embauché.
Après la sortie de Resident Evil 2 en janvier, il est très enthousiaste à l'idée de pouvoir travailler sur la nouvelle série à succès de l'éditeur qui fait émerger un nouveau genre : le survival horror. Il est intégré dans l'équipe de Hideki Kamiya et Shinji Mikami à ce qui doit être Resident Evil 3, mais c'est un autre projet de Mikami qui portera finalement ce nom. Le jeu est alors renommé Resident Evil 4 et prévu sur la console de nouvelle génération PlayStation 2 avant d'être de nouveau renommé en Devil May Cry au vu de l'originalité du projet.
En 2000, il est promu producteur dans l'entreprise. Il travaille alors sur une nouvelle série sur Game Boy Advance intitulée Gyakuten Saiban (connu en Occident sous le nom d'Ace Attorney). Il s'agit d'une simulation d'avocat sous la forme d'un jeu d'aventure présenté à la manière d'un visual novel. Sur une idée et un scénario de Shu Takumi, il produit le jeu ainsi que deux suites qui sortent en 2002 et 2004.
Il travaille ensuite sur un nouveau projet qu'il imagine avec Kamiya. Il s'agit d'un beat them all à défilement basé sur le contrôle du temps. Inspiré de l'univers des super-héros de comics américain, le jeu, intitulé Viewtiful Joe, use de cel-shading pour retranscrire cet univers particulier. Après P.N.03 de Mikami, Viewtiful Joe est le deuxième jeu de l'ensemble Capcom Five, développé (initialement) exclusivement pour le GameCube de Nintendo.
En juillet 2004, lors d'une restructuration de Capcom, il fonde avec Mikami le Clover Studio et y tient le rôle de CEO. Il commence par y produire des suites et dérivés de Viewtiful Joe. En 2006, il travaille sur Ōkami, un jeu d'action-aventure inspiré de la mythologie japonaise dirigé par Kamiya. Le jeu est acclamé par la critique mais les ventes sont moyennes. Par la suite, il produit God Hand, un beat them all dirigé par Mikami et son équipe. Le jeu, assez difficile, est « ciblé pour les joueurs passionnés » selon Inaba, les ventes restent donc modestes.
En juin 2006, il décide de quitter Capcom pour monter sa propre société. Le 1er août il fonde donc, en tant que président, Seeds Inc. avec plusieurs développeurs de renom de chez Capcom comme Mikami, Kamiya ou Yusuke Hashimoto,. En octobre 2007, Seeds Inc. fusionne avec Odd Inc. et prend le nom de PlatinumGames. Inaba prend la place de directeur exécutif de la division R&D. En 2009, il produit le jeu MadWorld dirigé par Shigenori Nishikawa, et Infinite Space, un jeu de rôle pour Nintendo DS développé par le studio tokyoïte Nude Maker pour PlatinumGames et Sega. Récemment il a produit le jeu de tir à la troisième personne Vanquish dirigé par Shinji Mikami. En janvier 2022, Atsuhi Inaba est nommé PDG de PlatinumGames.

## Travaux
- 1992 : R-Type Leo[2]
- 2001 : Resident Evil: Code Veronica Complete Edition (version améliorée de Resident Evil Code: Veronica), producteur assistant[8]
- 2001 : Devil May Cry, coopération technique[9]
- 2001 : Gyakuten Saiban Yomigaeru Gyakuten, producteur[10]
- 2001 : Granbo
- 2002 : Steel Battalion[2], producteur
- 2002 : Gyakuten Saiban 2, producteur[11]
- 2003 : Viewtiful Joe, producteur[12]
- 2004 : Steel Battalion: Line of Contact[2]
- 2004 : Gyakuten Saiban 3, producteur[13]
- 2004 : Viewtiful Joe 2, producteur[14]
- 2005 : Viewtiful Joe: Red Hot Rumble, producteur
- 2005 : Phoenix Wright: Ace Attorney (portage sur Nintendo DS de Gyakuten Saiban Yomigaeru Gyakuten), producteur[15]
- 2005 : Viewtiful Joe: Double Trouble[16], producteur
- 2006 : Phoenix Wright: Ace Attorney Justice for All (portage sur Nintendo DS de Gyakuten Saiban 2), producteur[17]
- 2006 : Ōkami, producteur[18]
- 2006 : God Hand, producteur[19]
- 2007 : Phoenix Wright: Ace Attorney Trials and Tribulations (portage sur Nintendo DS de Gyakuten Saiban 3), producteur[20]
- 2009 : MadWorld, producteur[21]
- 2009 : Infinite Space, producteur[22]
- 2010 : Vanquish, producteur
- 2013 : Metal Gear Rising: Revengeance, producteur